# Tomasz Woźniak
Tomasz Woźniak (ur. 10 marca 1964 w Lublinie) – polski logopeda i nauczyciel akademicki. Doktor habilitowany, profesor Uniwersytetu Marii Skłodowskiej-Curie.  Autor i współautor kilkudziesięciu publikacji naukowych. W latach 2008–2014 przewodniczący Polskiego Towarzystwa Logopedycznego.

## Życiorys
W 1988 uzyskał tytuł magistra filologii polskiej na Katolickim Uniwersytecie Lubelskim. Od lutego 1989 roku pracuje w Zakładzie Logopedii i Językoznawstwa Stosowanego UMCS: w latach 1989–1996 na stanowisku asystenta, 1996–2010 na stanowisku adiunkta, a od 2010 na stanowisku profesora nadzwyczajnego UMCS. W roku 2013 został kierownikiem Zakładu Logopedii i Językoznawstwa Stosowanego UMCS, obejmując to stanowisko po profesorze Stanisławie Grabiasie.
Członek Towarzystwa Naukowego Zaburzeń Głosu, Słuchu i Komunikacji Językowej. Członek Komisji do spraw Rozwoju i Zaburzeń Mowy przy Komitecie Językoznawstwa PAN. Przewodniczący Komitetu Edukacyjnego dla Logopedów International Association of Logopaedics and Phoniatrics (2013-2016). Redaktor naczelny Logopedii i Biuletynu Logopedycznego (w latach 2008-2014). Członek Zespołu Dydaktycznego przy Radzie Języka Polskiego.

## Otrzymane nagrody i odznaczenia
- Indywidualna Nagroda Rektora UMCS II stopnia – 2000
- Indywidualna Nagroda Rektora UMCS I stopnia – 2007
- Srebrny Krzyż Zasługi – 2002
- Złoty Krzyż Zasługi - 2014
- Medal Komisji Edukacji Narodowej - 2018

## Wybrane publikacje
- Woźniak T.  Zaburzenia języka w schizofrenii, Lublin 2000
- Grabias S., Kurkowski Z. M., Woźniak T.  Logopedyczny Test Przesiewowy dla dzieci w wieku szkolnym, Lublin 2002
- Woźniak T.  Narracja w schizofrenii. Lublin 2007
- Woźniak T., Domagała A. (red.)  Język, interakcja, zaburzenia mowy. Metodologia badań. 2007